# 張楊
張 楊（ちょう よう、? - 198年）は、中国後漢時代末期の武将、政治家。字は稚叔。并州雲中郡（現在のモンゴル自治区にあるフフホト）の人。張揚と記される例もある。『三国志』魏志に伝がある。

## 正史の事跡

### 挙兵と自立
霊帝の時代、武勇で名を知られるようになり、武猛従事として採り立てられて并州刺史の丁原に属した。
後に霊帝は中央の常備軍（西園軍）を整備し、軍を指揮する上軍校尉に寵愛する蹇碩を任命すると共に、各地から軍勢を集めさせた。張楊は丁原の命令で并州の軍勢を指揮して上京したところ、蹇碩に招かれ仮司馬に任命された。
霊帝が崩御し、蹇碩が何進に殺害されると張楊は何進に属し、故郷の并州に戻って募兵を命じられた。1000人余りの兵を集め、上党郡に留まって山賊を討伐した。
何進が死去し董卓が政権を握ると、張楊は壷関にいた上党太守に攻撃を加えたが、落すことができなかったのでそのまま近隣の県を侵略し、軍勢を数千に膨れ上がらせた。
山東の諸侯が反董卓の義兵を起こすと、張楊は河内に駐屯した袁紹の軍勢と合流し、匈奴の単于である於夫羅と共に漳水に駐屯した。
初平2年（191年）秋7月、韓馥が袁紹と戦わずに降伏し冀州を譲ったのは、張楊の合流により袁紹の軍勢が強盛となっていたという理由もあった（魏志「武帝紀」・魏志「袁紹伝」が引く『九州春秋』）。
後に於夫羅が叛いたが、袁紹と張楊はそれに同調しなかった。於夫羅は張楊を捕らえそのまま連行した。袁紹が麴義を派遣し攻撃すると於夫羅は敗れたが、引き続き張楊を捕まえたまま黎陽にいる度遼将軍の耿祉を破って、再起した。
その後、張楊は董卓から建義将軍・河内太守に任命され、河内郡野王県に駐屯した。
呂布は董卓を暗殺した後、政争に敗れて長安より出奔し袁術・袁紹の元を渡り歩いていたが、袁紹の不興を買い殺害されそうになったため、張楊の元に庇護を求めてきた（魏志「呂布伝」）。張楊が同郷の誼（呂布は五原郡出身）で呂布を受け入れたため、袁紹も呂布を恐れ攻撃できなかった（魏志「呂布伝」）。一説には、長安を牛耳る李傕・郭汜の目を気にし、その要請に応じて呂布を殺害しようとしたが、呂布が堂々と振舞ったため決行できなかったという（魏志「呂布伝」が引く『英雄記』）。
同じく袁紹の元から流れてきた董昭が河内を訪れていたため、張楊はこれを引き留め幕下に加えた。曹操が長安にいる献帝と誼を通じるため使者を派遣した時、張楊は董昭の進言を受け入れこれを援助したため、曹操と親しくなったという（「董昭伝」）。
張楊の人物像については、慈愛深く温和で、刑罰で威嚇することをしない性格であり、使用人の謀反が発覚したときも、涙を流して不問にしたと伝わっている（『英雄記』。）

### 献帝・呂布支援と最期
興平2年（195年）12月、長安にいた献帝が李傕の元から関東に戻るため東上してきた。張楊は献帝が仮の都としていた安邑に参上し、安国将軍・晋陽侯に封じられた。張楊は献帝を連れて洛陽に赴くことを望んだが、他の諸将が従わなかったので、任地の野王県に引き返した。このとき董昭は張楊の下を離れて安邑に残留している（「董昭伝」）。
建安元年（196年）、楊奉・董承・韓暹とともに洛陽への帰還を果たした献帝は、荒れ果てた洛陽の中で困窮していた。張楊は再び洛陽に至り、飢えた献帝のために米・衣服を貢餉した。しかし諸将との関係は険悪だったという（「董昭伝」）。その後、外敵に備えるためと言い再度野王県に戻ろうとした時、大司馬に任命された。
同3年（198年）、呂布が曹操と徐州で戦っていた時、張楊は遠路であるため呂布の援軍に赴くことができなかったが、野王県の東の市場に赴いて呂布を勇気づけようとしたという。
そのような中で同年11月、家臣であった楊醜に裏切られ殺されてしまった。
張楊の首級を曹操への手土産にしようとした楊醜は、同僚の眭固によって殺されている。
同4年（199年）、袁紹の支援を受けようとした眭固が曹操軍に滅ぼされたが、張楊軍の残軍を率いていた繆尚・薛洪は旧臣の董昭の働きにより曹操に降伏した。

## 物語中の張楊
小説『三国志演義』では、上党太守・第15鎮の反董卓同盟諸侯として登場する。なお史実では、張楊は上党太守に就いたことがなく、逆にこの地位に在った董卓陣営の人物を攻撃している。また『演義』では同郷の友である呂布とも戦い、部将の穆順（架空人物）を討ち取られている。その後、献帝が洛陽へ向かった後の事蹟は、『演義』でも史実同様に描かれており、最期も同様である。

## 注
1. ↑  あるとき、上党の名族陳氏・馮氏から婦女子と財産を略奪しようとしたが、偶然上党に滞在していた常林の策略で阻止されたという（「常林伝」）。
2. ↑  なお、『後漢書』孝献帝紀は、建安3年11月に張楊は盗賊に殺された、同董卓伝は建安4年に楊醜に殺された、と記載しているが、本記事では、時期につき前者の説を採り、加害者は後者の説を採る。

## 関連人物
所属配下等
- 薛洪
- 眭固
- 董昭
- 楊醜
- 繆尚

『三国志演義』でのみの配下
- 穆順